# Nuno Espírito Santo
Nuno Herlander Simões Espírito Santo conosciuto semplicemente come Nuno Espírito Santo (São Tomé, 25 gennaio 1974) è un allenatore di calcio ed ex calciatore saotomense con cittadinanza portoghese, di ruolo portiere, tecnico del Nottingham Forest.

## Carriera

### Giocatore

#### Club
Nato sull'isola di São Tomé, Espírito Santo ha iniziato la carriera da portiere con il Vitória Guimarães nel 1992. Nel gennaio 1997 è stato acquistato dagli spagnoli del Deportivo La Coruña, trascorrendo tre delle sei stagioni in Galizia in prestito (due al Mérida e una all'Osasuna), data la presenza in rosa di Jacques Songo'o prima e José Francisco Molina poi.
Nel luglio del 2002 il Porto lo ha riportato in patria, versando nelle casse del Deportivo 3 milioni di euro. Durante una partita della Coppa del Portogallo 2002-2003 contro il Varzim ha segnato su calcio di rigore la rete del definitivo 7-0 in favore del Porto. Il 12 dicembre 2004 ha sostituito Vítor Baía durante il primo tempo supplementare della finale della Coppa Intercontinentale contro l'Once Caldas, vinta dai portoghesi ai rigori (8-7) dopo lo 0-0 nei 120'. A gennaio è stato ceduto alla Dinamo Mosca.
Dopo due stagioni in Russia, è tornato nuovamente in Portogallo nel gennaio 2007, acquistato dal Desp. Aves per poi ritornare al Porto nell'estate successiva. Nel giugno 2010 ha risolto il contratto con il Porto e ha deciso di ritirarsi dal calcio giocato.

#### Nazionale
Il 7 giugno 2008 è stato convocato da Scolari per sostituire Quim, infortunatosi al polso, nella lista dei 23 giocatori del Portogallo per l'Europeo 2008.

### Allenatore

#### Esordi e Rio Ave
Dopo il ritiro dall'attività agonistica, ha iniziato la carriera da allenatore, prima come preparatore dei portieri del Malaga nel 2010 e poi come assistente di Jesualdo Ferreira al Panathīnaïkos nel novembre dello stesso anno.
Dopo due anni, il 17 maggio 2012 ha assunto la guida tecnica del Rio Ave. Dopo un settimo posto in campionato nella stagione 2012-2013, in quella 2013-2014 ha condotto la squadra in finale sia nella Coppa del Portogallo che nella Coppa di Lega, perdendole entrambe contro il Benfica. In campionato ha invece chiuso all'undicesimo posto.

#### Valencia

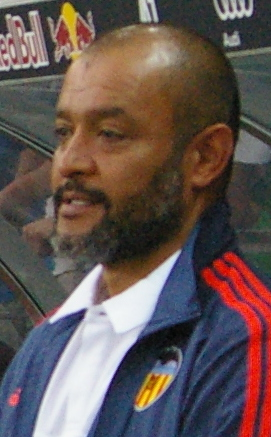
Espírito Santo al nel 2015.

Il 3 luglio 2014 viene assunto come allenatore del Valencia, con cui firma un contratto annuale. Il 12 gennaio 2015 rinnova fino al 2018, guidando poi la squadra al quarto posto finale in campionato, che vale l'accesso ai play-off per la qualificazione alla fase a gironi della Champions League. Dopo un inizio di stagione deludente in campionato e in Champions League, il 30 novembre 2015 risolve il contratto con la squadra spagnola.

#### Porto
Il 1º giugno 2016 diventa il nuovo tecnico del Porto. In campionato conduce la squadra al secondo posto finale dietro al Benfica, ma non gli basta a guadagnarsi la conferma per la stagione successiva.

#### Wolverhampton
Il 31 maggio 2017 diventa il nuovo allenatore del Wolverhampton, club militante in Championship. Nella stagione 2017-2018 ottiene la promozione in Premier League vincendo il campionato. Al primo anno nella massima serie inglese arriva al settimo posto, che vale l'accesso al secondo turno di qualificazione alla fase a gironi dell'Europa League. Nella stagione 2019-2020 la squadra conferma il settimo posto dell'annata precedente e fa segnare il record di punti del club in Premier League. Inoltre raggiunge i quarti di finale dell'Europa League, venendo eliminata dal Siviglia. Il 13 settembre 2020 prolunga il suo contratto con il Wolverhampton fino al giugno 2023. In campionato i Wolves concludono al tredicesimo posto, mancando la qualificazione alle coppe europee. Il 21 maggio 2021 il club e l'allenatore portoghese annunciano la separazione al termine della stagione.

#### Tottenham
Il 30 giugno 2021 viene annunciato come nuovo tecnico del Tottenham, con cui firma un biennale. Nonostante l'avvio incoraggiante di stagione, segnato dalla conquista personale del premio di allenatore del mese di agosto di Premier League, il rendimento della squadra di Espirito Santo comincia progressivamente a calare: già in data 1º novembre, il tecnico portoghese e il suo staff vengono esonerati con la squadra al nono posto in Premier con 15 punti raccolti in 10 partite e distante 10 lunghezze dal Chelsea capolista.

#### Al-Ittihad e Nottingham Forest
Il 4 luglio 2022 firma un contratto biennale con l'Al-Ittihad. Il 29 gennaio 2023 ha vinto la Supercoppa saudita per 2 -0 contro l'Al-Fayha. Il successivo 27 maggio vince il primo campionato nella sua carriera da allenatore. L'8 novembre 2023, dopo la sconfitta per 2-0 conto l'Al-Quwa Al-Jawiya in AFC Champions League, l'Al-Ittihad ne comunica l'esonero.
Il 20 dicembre 2023 ritorna in Inghilterra, firmando con il Nottingham Forest, quartultimo in Premier League con 14 punti dopo 17 turni, sostituendo Steve Cooper. La posizione in classifica non migliora ma ottiene comunque la salvezza nonostante i 4 punti di penalizzazione. Nella stagione seguente è una delle sorprese piazzandosi al 7º posto in campionato.

## Statistiche

### Statistiche da allenatore
Statistiche aggiornate al 25 maggio 2025. In grassetto le competizioni vinte.
| Stagione                 | Squadra                  | Campionato               | Campionato | Campionato | Campionato | Campionato | Coppe nazionali | Coppe nazionali | Coppe nazionali | Coppe nazionali | Coppe nazionali | Coppe continentali | Coppe continentali | Coppe continentali | Coppe continentali | Coppe continentali | Altre coppe | Altre coppe | Altre coppe | Altre coppe | Altre coppe | Totale | Totale | Totale | Totale | % Vittorie | Piazzamento |
| Stagione                 | Squadra                  | Comp                     | G          | V          | N          | P          | Comp            | G               | V               | N               | P               | Comp               | G                  | V                  | N                  | P                  | Comp        | G           | V           | N           | P           | G      | V      | N      | P      | %          | Piazzamento |
| ------------------------ | ------------------------ | ------------------------ | ---------- | ---------- | ---------- | ---------- | --------------- | --------------- | --------------- | --------------- | --------------- | ------------------ | ------------------ | ------------------ | ------------------ | ------------------ | ----------- | ----------- | ----------- | ----------- | ----------- | ------ | ------ | ------ | ------ | ---------- | ----------- |
| 2012-2013                | Rio Ave                  | PL                       | 30         | 12         | 6          | 12         | CP+CdL          | 2+6             | 1+3             | 0+1             | 1+2             | -                  | -                  | -                  | -                  | -                  | -           | -           | -           | -           | -           | 38     | 16     | 7      | 15     | 42,11      | 7º          |
| 2013-2014                | Rio Ave                  | PL                       | 30         | 8          | 8          | 14         | CP+CdL          | 7+5             | 5+3             | 1+1             | 1+1             | -                  | -                  | -                  | -                  | -                  | -           | -           | -           | -           | -           | 42     | 16     | 10     | 16     | 38,10      | 11º         |
| Totale Rio Ave           | Totale Rio Ave           | Totale Rio Ave           | 60         | 20         | 14         | 26         |                 | 20              | 12              | 3               | 5               |                    | -                  | -                  | -                  | -                  |             | -           | -           | -           | -           | 80     | 32     | 17     | 31     | 40,00      |             |
| 2014-2015                | Valencia                 | PD                       | 38         | 22         | 11         | 5          | CR              | 4               | 2               | 1               | 1               | -                  | -                  | -                  | -                  | -                  | -           | -           | -           | -           | -           | 42     | 24     | 12     | 6      | 57,14      | 4º          |
| lug.-nov. 2015           | Valencia                 | PD                       | 13         | 5          | 4          | 4          | CR              | 0               | 0               | 0               | 0               | UCL                | 7                  | 3                  | 0                  | 4                  | -           | -           | -           | -           | -           | 20     | 8      | 4      | 8      | 40,00      | Risoluz.    |
| Totale Valencia          | Totale Valencia          | Totale Valencia          | 51         | 27         | 15         | 9          |                 | 4               | 2               | 1               | 1               |                    | 7                  | 3                  | 0                  | 4                  |             | -           | -           | -           | -           | 62     | 32     | 16     | 14     | 51,61      |             |
| 2016-2017                | Porto                    | PL                       | 34         | 22         | 10         | 2          | CP+CdL          | 2+3             | 1+0             | 1+2             | 0+1             | UCL                | 10                 | 4                  | 3                  | 3                  | -           | -           | -           | -           | -           | 49     | 27     | 16     | 6      | 55,10      | 2º          |
| 2017-2018                | Wolverhampton            | FLC                      | 46         | 30         | 9          | 7          | FACup+CdL       | 2+4             | 0+3             | 1+1             | 1+0             | -                  | -                  | -                  | -                  | -                  | -           | -           | -           | -           | -           | 52     | 33     | 11     | 8      | 63,46      | 1º (prom.)  |
| 2018-2019                | Wolverhampton            | PL                       | 38         | 16         | 9          | 13         | FACup+CdL       | 6+2             | 4+1             | 1+1             | 1+0             | -                  | -                  | -                  | -                  | -                  | -           | -           | -           | -           | -           | 46     | 21     | 11     | 14     | 45,65      | 7º          |
| 2019-2020                | Wolverhampton            | PL                       | 38         | 15         | 14         | 9          | FACup+CdL       | 2+2             | 0+0             | 1+1             | 1+1             | UEL                | 17                 | 12                 | 2                  | 3                  | -           | -           | -           | -           | -           | 59     | 27     | 18     | 14     | 45,76      | 7º          |
| 2020-2021                | Wolverhampton            | PL                       | 38         | 12         | 9          | 17         | FACup+CdL       | 3+1             | 2+0             | 0+0             | 1+1             | -                  | -                  | -                  | -                  | -                  | -           | -           | -           | -           | -           | 42     | 14     | 9      | 19     | 33,33      | 13º         |
| Totale Wolverhampton     | Totale Wolverhampton     | Totale Wolverhampton     | 160        | 73         | 41         | 46         |                 | 22              | 10              | 6               | 6               |                    | 17                 | 12                 | 2                  | 3                  |             | -           | -           | -           | -           | 199    | 95     | 49     | 55     | 47,74      |             |
| lug.-nov. 2021           | Tottenham                | PL                       | 10         | 5          | 0          | 5          | FACup+CdL       | 0+2             | 0+1             | 0+1             | 0+0             | UECL               | 5                  | 2                  | 1                  | 2                  | -           | -           | -           | -           | -           | 17     | 8      | 2      | 7      | 47,06      | Eson.       |
| 2022-2023                | Al-Ittihad               | SPL                      | 30         | 22         | 6          | 2          | KCC             | 3               | 0               | 2               | 1               | -                  | -                  | -                  | -                  | -                  | SS          | 2           | 2           | 0           | 0           | 35     | 24     | 8      | 3      | 68,57      | 1º          |
| lug.-nov. 2023           | Al-Ittihad               | SPL                      | 12         | 6          | 3          | 3          | KCC             | 2               | 1               | 1               | 0               | ACL                | 4                  | 3                  | 0                  | 1                  | SS+CdC+Cmc  | 0+4+0       | 3           | 0           | 1           | 22     | 13     | 4      | 5      | 59,09      | Eson.       |
| Totale Al Ittihad        | Totale Al Ittihad        | Totale Al Ittihad        | 42         | 28         | 9          | 5          |                 | 5               | 1               | 3               | 1               |                    | 4                  | 3                  | 0                  | 1                  |             | 6           | 5           | 0           | 1           | 57     | 37     | 12     | 8      | 64,91      |             |
| dic. 2023-2024           | Nottingham Forest        | PL                       | 21         | 6          | 4          | 11         | FACup+CdL       | 5+0             | 1+0             | 3+0             | 1+0             | -                  | -                  | -                  | -                  | -                  | -           | -           | -           | -           | -           | 26     | 7      | 7      | 12     | 26,92      | Sub. 17°    |
| 2024-2025                | Nottingham Forest        | PL                       | 38         | 19         | 8          | 11         | FACup+CdL       | 3+1             | 1+0             | 2+1             | 0+0             | -                  | -                  | -                  | -                  | -                  | -           | -           | -           | -           | -           | 42     | 20     | 11     | 11     | 47,62      | 7º          |
| 2025-2026                | Nottingham Forest        | PL                       | 0          | 0          | 0          | 0          | FACup+CdL       | 0+0             | 0+0             | 0+0             | 0+0             | UEL                | 0                  | 0                  | 0                  | 0                  | -           | -           | -           | -           | -           | 0      | 0      | 0      | 0      | —          | in corso    |
| Totale Nottingham Forest | Totale Nottingham Forest | Totale Nottingham Forest | 59         | 25         | 12         | 22         |                 | 9               | 2               | 6               | 1               |                    | -                  | -                  | -                  | -                  |             | -           | -           | -           | -           | 68     | 27     | 18     | 23     | 39,71      |             |
| Totale carriera          | Totale carriera          | Totale carriera          | 416        | 200        | 101        | 115        |                 | 67              | 29              | 23              | 15              |                    | 43                 | 24                 | 6                  | 13                 |             | 6           | 5           | 0           | 1           | 532    | 258    | 130    | 144    | 48,50      |             |

## Palmarès

### Giocatore

#### Competizioni nazionali
- Coppa di Spagna: 1

Deportivo La Coruña: 2001-2002
- Campionato portoghese: 4

Porto: 2002-2003, 2003-2004, 2007-2008, 2008-2009
- Coppa del Portogallo: 1

Porto: 2002-2003
- Supercoppa di Portogallo: 2

Porto: 2003, 2004

#### Competizioni internazionali
- Coppa UEFA: 1

Porto: 2002-2003
- UEFA Champions League: 1

Porto: 2003-2004
- Coppa Intercontinentale: 1

Porto: 2004

### Allenatore
- Campionato inglese di seconda divisione: 1

Wolverhampton: 2017-2018
- Supercoppa saudita: 1

Al-Ittihad: 2022
- Campionato saudita: 1

Al Ittihad: 2022-2023